# Mistrovství světa v atletice 1987
2. mistrovství světa v atletice se konalo ve dnech 28. srpna – 6. září 1987 v italském Římě na stadionu Stadio Olimpico, kde se konalo mj. také ME v atletice v roce 1974. Již v roce 1960 na tomto stadionu probíhaly atletické disciplíny letních olympijských her.
Na programu bylo celkově 43 disciplín (24 mužských a 19 ženských). Na tomto šampionátu měly ženy poprvé v historii na programu běh na 10 000 metrů a chůzi na 10 km. Běh na 100 metrů mužů vyhrál původně časem 9,83 s kanadský sprinter Ben Johnson. Později však byl kvůli dopingu diskvalifikován.

## Československá účast
Českoslovenští atleti vybojovali celkově dvě medaile (jedno stříbro a bronz). Několik dalších atletů postoupilo do finále. Úspěšnější byli především muži. Koulař Remigius Machura skončil na 4. místě. Šestý skončil Martin Vrábeľ (10 000 m) a Roman Mrázek (20 km chůze). Sedmé místo vybojoval diskař Imrich Bugár, výškař Ján Zvara a chodec Pavol Szikora v závodě na 50 km. Devátý skončil v disku Gejza Valent. Na desátém místě skončil trojskokan Ivan Slanař a jedenáctý došel Pavol Blažek v chůzi na 20 km. Desetibojař Věroslav Valenta se umístil na 16. místě.
Mezi ženami byla nejúspěšnější Jarmila Kratochvílová, která ve finále běhu na 800 metrů doběhla v čase 1:57,81 jako pátá. Diskařka Zdeňka Šilhavá obsadila šesté místo. Dvojí zastoupení mělo Československo ve finále koule. Helena Fibingerová skončila osmá a Soňa Vašíčková třináctá.

## Medailisté

### Muži
| Soutěž            | Zlato                                                                                  | Stříbro                                                                               | Bronz                                                                        |
| ----------------- | -------------------------------------------------------------------------------------- | ------------------------------------------------------------------------------------- | ---------------------------------------------------------------------------- |
| 100 m             | Carl Lewis 9,93                                                                        | Ray Stewart 10,08                                                                     | Linford Christie 10,14                                                       |
| 200 m             | Calvin Smith 20,16                                                                     | Gilles Quénéhervé 20,16                                                               | John Regis 20,18                                                             |
| 400 m             | Thomas Schönlebe 44,33                                                                 | Innocent Egbunike 44,56                                                               | Butch Reynolds 44,80                                                         |
| 800 m             | Billy Konchellah 1:43,06                                                               | Peter Elliott 1:43,41                                                                 | José Luíz Barbosa 1:43,76                                                    |
| 1500 m            | Abdi Bile 3:36,80                                                                      | José Luis González 3:38,03                                                            | Jim Spivey 3:38,82                                                           |
| 5000 m            | Saïd Aouita 13:26,44                                                                   | Domingos Castro 13:27,59                                                              | Jack Buckner 13:27,74                                                        |
| 10 000 m          | Paul Kipkoech 27:38,63                                                                 | Francesco Panetta 27:48,98                                                            | Hansjörg Kunze 27:50,26                                                      |
| Maraton           | Douglas Wakiihuri 2.11:48                                                              | Ahmed Salah 2.12:30                                                                   | Gelindo Bordin 2.12:40                                                       |
| 110 m př.         | Greg Foster 13,21                                                                      | Jon Ridgeon 13,29                                                                     | Colin Jackson 13,38                                                          |
| 400 m př.         | Edwin Moses 47,46                                                                      | Danny Harris 47,48                                                                    | Harald Schmid 47,48                                                          |
| 3000 m př.        | Francesco Panetta 8:08,57                                                              | Hagen Melzer 8:10,32                                                                  | William Van Dijck 8:12,18                                                    |
| Štafeta 4 × 100 m | Spojené státy americké 37,90 Lee McRae Lee McNeill Harvey Glance Carl Lewis            | Sovětský svaz 38,02 Alexandr Jevgeněv Viktor Bryžin Vladimir Muravjov Vladimir Krylov | Jamajka 38,41 John Mair Andrew Smith Clive Wright Ray Stewart                |
| Štafeta 4 × 400 m | Spojené státy americké 2:57,29 Danny Everett Roddie Haley Antonio McKay Butch Reynolds | Velká Británie 2:58,86 Derek Redmond Kriss Akabusi Roger Black Phil Brown             | Kuba 2:59,16 Leandro Peñalver Agustín Pavó Lázaro Martínez Roberto Hernández |
| Chůze na 20 km    | Maurizio Damilano 1.20:45                                                              | Jozef Pribilinec 1.21:07                                                              | José Marín 1.21:24                                                           |
| Chůze na 50 km    | Hartwig Gauder 3.40:53                                                                 | Ronald Weigel 3.41:30                                                                 | Vjačeslav Ivaněnko 3.44:02                                                   |
| Skok do výšky     | Patrik Sjöberg 2,38 m                                                                  | Gennadij Avdějenko 2,38 m Igor Paklin 2,38 m                                          | neudělena                                                                    |
| Skok o tyči       | Sergej Bubka 5,85 m                                                                    | Thierry Vigneron 5,80 m                                                               | Radion Gataullin 5,80 m                                                      |
| Skok daleký       | Carl Lewis 8,67 m                                                                      | Robert Emmijan 8,53 m                                                                 | Larry Myricks 8,33 m                                                         |
| Trojskok          | Christo Markov 17,92 m                                                                 | Mike Conley 17,67 m                                                                   | Oleg Sakirkin 17,43 m                                                        |
| Vrh koulí         | Werner Günthör 22,23 m                                                                 | Alessandro Andrei 21,88 m                                                             | John Brenner 21,75 m                                                         |
| Hod diskem        | Jürgen Schult 68,74 m                                                                  | John Powell 66,22 m                                                                   | Luis Delís 66,02 m                                                           |
| Hod kladivem      | Sergej Litvinov 83,06 m                                                                | Jüri Tamm 80,84 m                                                                     | Ralf Haber 80,76 m                                                           |
| Hod oštěpem       | Seppo Räty 83,54 m                                                                     | Viktor Jevsjukov 82,52 m                                                              | Jan Železný 82,20 m                                                          |
| Desetiboj         | Torsten Voss 8 680 bodů                                                                | Siegfried Wentz 8 461 bodů                                                            | Pavel Tarnovětskij 8 375 bodů                                                |

### Ženy
| Soutěž            | Zlato | Stříbro                                                                                   | Bronz                                                                                                  |
| ----------------- | --- | ----------------------------------------------------------------------------------------- | --- |
| 100 m             | Silke Gladischová 10,90                                                                                   | Heike Drechslerová 11,00                                                                  | Merlene Otteyová 11,04                                                                                 |
| 200 m             | Silke Gladischová 21,74                                                                                   | Florence Griffith-Joynerová 21,96                                                         | Merlene Otteyová 22,06                                                                                 |
| 400 m             | Olga Bryzginová 49,38                                                                                     | Petra Schersingová 49,94                                                                  | Kirsten Emmelmannová 50,20                                                                             |
| 800 m             | Sigrun Wodarsová 1:55,26                                                                                  | Christine Wachtelová 1:55,32                                                              | Ljubov Gurinová 1:55,56                                                                                |
| 1500 m            | Taťána Dorovskichová 3:58,56                                                                              | Hildegard Körnerová 3:58,67                                                               | Doina Melinteová 3:59,27                                                                               |
| 3000 m            | Taťána Dorovskichová 8:38,73                                                                              | Maricica Puicăová 8:39,45                                                                 | Ulrike Brunsová 8:40,30                                                                                |
| 10 000 m          | Ingrid Kristiansenová 31:05,85                                                                            | Jelena Župijevová 31:09,40                                                                | Kathrin Weßelová 31:11,34                                                                              |
| Maraton           | Rosa Motaová 2.25:17                                                                                      | Zoja Ivanovová 2.32:38                                                                    | Jocelyne Villetonová 2.32:53                                                                           |
| 100 m př.         | Ginka Zagorčevová 12,34                                                                                   | Gloria Siebertová 12,44                                                                   | Cornelia Oschkenatová 12,46                                                                            |
| 400 m př.         | Sabine Buschová 53,62                                                                                     | Debbie Flintoffová 54,19                                                                  | Cornelia Feuerbachová 54,31                                                                            |
| Štafeta 4 × 100 m | Spojené státy americké 41,58 Alice Brownová Diane Williamsová Florence Griffith-Joynerová Pam Marshallová | NDR 41,95 Silke Gladischová Cornelia Oschkenatová Kerstin Behrendtová Marlies Göhrová     | Sovětský svaz 42,33 Irina Sljusarová Natalja Pomoščnikovová Natalja Germanová Olga Antonovová          |
| Štafeta 4 × 400 m | NDR 3:18,63 Dagmar Neubauerová Kirsten Emmelmannová Petra Schersingová Sabine Buschová                    | Sovětský svaz 3:19,50 Ajelita Jurčenková Olga Nazarovová Maria Piniginová Olga Bryzginová | Spojené státy americké 3:21,04 Diane Dixonová Denean Howardová Valerie Briscoová Lillie Leatherwoodová |
| Chůze na 10 km    | Irina Strachovová 44:12                                                                                   | Kerry Saxbyová 44:23                                                                      | C’ Hongová 44:42                                                                                       |
| Skok do výšky     | Stefka Kostadinovová 2,09 m                                                                               | Tamara Bykovová 2,04 m                                                                    | Susanne Beyerová 1,99 m                                                                                |
| Skok daleký       | Jackie Joynerová-Kerseeová 7,36 m                                                                         | Jelena Belevská 7,14 m                                                                    | Heike Drechslerová 7,13 m                                                                              |
| Vrh koulí         | Natalja Lisovská 21,24 m                                                                                  | Kathrin Neimkeová 21,21 m                                                                 | Ines Müllerová 20,76 m                                                                                 |
| Hod diskem        | Martina Hellmannová 71,62 m                                                                               | Diana Ganskyová 70,12 m                                                                   | Cvetanka Christovová 68,82 m                                                                           |
| Hod oštěpem       | Fatima Whitbreadová 76,64 m                                                                               | Petra Felkeová 71,76 m                                                                    | Beate Petersová 68,82 m                                                                                |
| Sedmiboj          | Jackie Joynerová-Kerseeová 7 128 bodů                                                                     | Larisa Nikitinová 6 564 bodů                                                              | Jane Fredericková 6 502 bodů                                                                           |

## Medailové pořadí
| Umístění | Stát                             | Zlato | Stříbro | Bronz | Celkem |
| -------- | -------------------------------- | ----- | ------- | ----- | ------ |
| 1.       | NDR                              | 10    | 11      | 10    | 31     |
| 2.       | Spojené státy americké           | 10    | 4       | 6     | 20     |
| 3.       | Sovětský svaz                    | 7     | 12      | 6     | 25     |
| 4.       | Bulharská lidová republika       | 3     | 0       | 1     | 4      |
| 5.       | Keňa                             | 3     | 0       | 0     | 3      |
| 6.       | Itálie                           | 2     | 2       | 1     | 5      |
| 7.       | Velká Británie                   | 1     | 3       | 4     | 8      |
| 8.       | Portugalsko                      | 1     | 1       | 0     | 2      |
| 9.       | Finsko                           | 1     | 0       | 0     | 1      |
| 9.       | Maroko                           | 1     | 0       | 0     | 1      |
| 9.       | Norsko                           | 1     | 0       | 0     | 1      |
| 9.       | Somálsko                         | 1     | 0       | 0     | 1      |
| 9.       | Švédsko                          | 1     | 0       | 0     | 1      |
| 9.       | Švýcarsko                        | 1     | 0       | 0     | 1      |
| 15.      | Francie                          | 0     | 2       | 1     | 3      |
| 16.      | Austrálie                        | 0     | 2       | 0     | 2      |
| 17.      | Jamajka                          | 0     | 1       | 3     | 4      |
| 18.      | Západní Německo                  | 0     | 1       | 2     | 2      |
| 19.      | Československo                   | 0     | 1       | 1     | 2      |
| 19.      | Rumunská socialistická republika | 0     | 1       | 1     | 2      |
| 19.      | Španělsko                        | 0     | 1       | 1     | 2      |
| 22.      | Džibutsko                        | 0     | 1       | 0     | 1      |
| 22.      | Nigérie                          | 0     | 1       | 0     | 1      |
| 24.      | Kuba                             | 0     | 0       | 2     | 2      |
| 25.      | Belgie                           | 0     | 0       | 1     | 1      |
| 25.      | Brazílie                         | 0     | 0       | 1     | 1      |
| 25.      | Čína                             | 0     | 0       | 1     | 1      |